# Motovun (album)
Motovun je instrumentalni album Livija Morosina, objavljen 2014.
Album je pripremljen u Motovunu, u proljeće / jesen 2014. godine. Autor naslovnice je slikar, fotograf, ilustrator i dizajner Danilo Dučak. S albuma je skinut singl Autobus za kojeg je Dučak uradio i spot, a koji je osvojio nagradu za najbolju animaciju i vizualne efekte na Split spot festivalu 2015. godine.   

## Popis pjesama
Pjesme napisao Livio Morosin, osim gdje je drugačije istaknuto.
1. Kaldir (L. Morosin - arr. L. Morosin / T. Šestan)
2. Put Sunca
3. Mirna
4. Porat (L. Morosin - arr. L. Morosin / T. Šestan)
5. Marinetti
6. Autobus
7. Jana (L. Morosin / A. Franjul - arr. L. Morosin)
8. Magla (L. Morosin / Ž. Šatović - arr. L. Morosin / T. Šestan)
9. Ćuk (L. Morosin / Ž. Šatović - arr. L. Morosin)
10. Kaos

## Glazbenici
- Livio Morosin  - programiranje, gitara, tipke
- Željko Šatović G.U.L.A. - narodni instrumenti
- Tomislav Šestan aka B1/2 - gitara, bas, udaraljke, tipke
- Boro Lukić - gitara (1, 2, 3)
- Jadranko Medunić - gitara (7, 9)
- Anica Franjul - tipke
- Darija Morosin - glas
- Sharon Petretić - glas